# Johannes Schenck
Johannes Schenck, także Johann, Johan lub Jan Schenk (ochrzczony 3 czerwca 1660 w Amsterdamie, zm. po 1712) – niemiecki gambista i kompozytor.

## Życiorys
Prawdopodobnie uczył się u któregoś z angielskich muzyków przebywających na emigracji w Niemczech. Około 1696 roku został zatrudniony na dworze elektora Jana Wilhelma w Düsseldorfie, w 1710 roku otrzymał tytuł radcy dworskiego. Utrzymywał kontakty z ośrodkiem w Amsterdamie, gdzie wydał drukiem wszystkie swoje kompozycje. Należał do najbardziej cenionych gambistów swojej epoki, jego utwory na violę da gamba wymagają opanowania techniki wirtuozowskiej.

## Kompozycje
(na podstawie materiałów źródłowych)
- Eegine gesangen, uit de opera von Bacchus, Ceres en Venus op. 1, na głos i basso continuo (1687)
- Uitgevondene tyd en konstoeffeningen op. 2, na violę da gamba i basso continuo (ok. 1668)
- Il giardino armonico op. 3, na 2 viole, violę da gamba i basso continuo (1691)
- C. van Eekes koninklyke harpliederen op. 4, na 2 głosy, 2 viole da gamba i basso continuo (ok. 1693)
- Zangswyze uitbreiding over’t Hooglied van Salomen op. 5, na głos i basso continuo (1697)
- Scherzi musicali op. 6, na violę da gamba i basso continuo ad libitum
- Suonate op. 7 na violę i violone oraz klawesyn
- L’echo du Danube op. 9, 6 sonat na violę da gamba (ok. 1705)